# 기린 이치방 시보리 생맥주

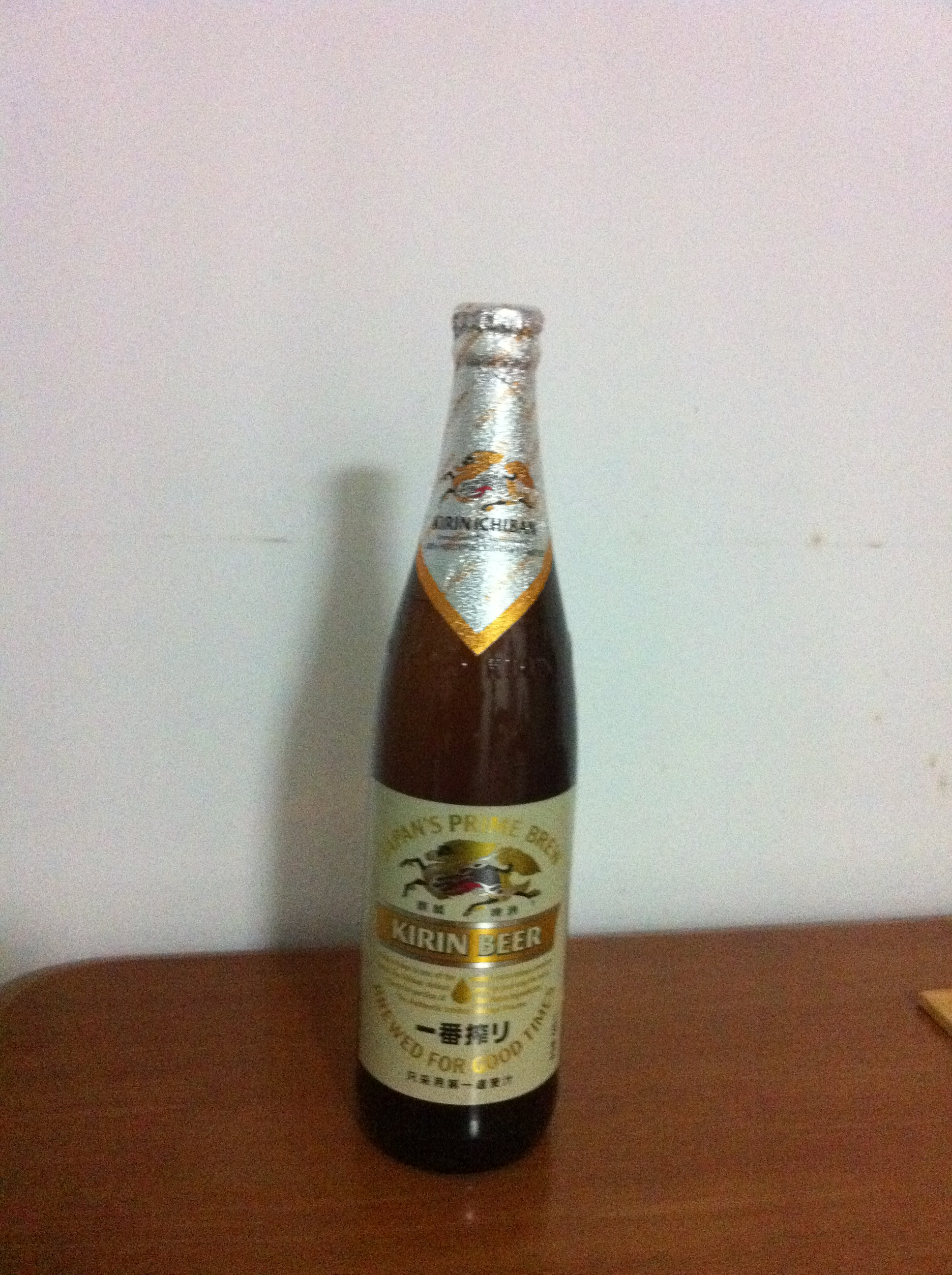
중국에서 생산된 기린 이치방 시보리 생맥주 병

기린 이치방 시보리 생맥주(일본어: キリン一番搾り生ビール)는 일본의 맥주회사 기린 맥주에서 발매하는 맥주 브랜드이다. 단순히 이치방 시보리(一番搾り)라고도 불리며, 일본 이외의 해외 지역에서는 KIRIN ICHIBAN이라는 명칭으로도 판매된다. 기린컵, 기린 챌린지컵에서는 비 이슬람 권 국가가 우승했을 때의 주 상품이 된다.

## 역사
1990년 3월에 발매되었다. 2004년에 맛을 바꾼 직후에는 기린 · 신 · 이치방 시보리 생맥주(キリン・新・一番搾り生ビール)라고도 불렀다.
2009년 3월에 맥아 100%로 변경되었으며, 알코올 도수가 지금까지의 5.5%에서 5%로 인하되었다.
2017년 7월 전체 리뉴얼되었다.